# Gustav Nyquist
Gustav „Gus“ Nyquist (* 1. September 1989 in Halmstad) ist ein schwedischer Eishockeyspieler. Der Flügelstürmer steht seit Juli 2025 bei den Winnipeg Jets aus der National Hockey League (NHL) unter Vertrag. Zuvor gehörte er fast acht Jahre dem Franchise der Detroit Red Wings an, die ihn in der vierten Runde an der 121. Position des NHL Entry Draft 2008 ausgewählt hatten, und spielte kurzzeitig für die San Jose Sharks und Minnesota Wild sowie vier Jahre bei den Columbus Blue Jackets und zwei Spielzeiten bei den Nashville Predators. Mit der schwedischen Nationalmannschaft wurde er 2018 Weltmeister und gewann darüber hinaus die Silbermedaille bei den Olympischen Winterspielen 2014.

## Karriere

### Jugend
In seiner Heimat spielte Nyquist für die Malmö Redhawks. 2006 stand er beim TV-pucken, einem traditionellen, landesweiten Jugendturnier in Schweden mit einer Altershöchstgrenze für die Spieler von 16 Jahren, in der Auswahl der Landskap Skåne. Sein Team erreichte den zweiten Platz nach Göteborg.
Danach wechselte Nyquist zum Studium in die USA und spielte drei Saisons über für die Maine Black Bears, dem Team der University of Maine, aus der Hockey East Association in der Division I der National Collegiate Athletic Association (NCAA). In allen drei Spielzeiten war er der beste Scorer seines Teams. In der Saison 2009/10 erzielte er sogar die meisten Scorerpunkte in der NCAA. Nach seiner Juniorenzeit verließ er die Black Bears und unterzeichnete am 25. März 2011 einen Entry Level Contract mit zwei Jahren Laufzeit bei den Detroit Red Wings. An der University of Maine bleibt Nyquist aber als bedeutender Eishockeyspieler in Erinnerung, da er im Jahr 2010 für seine Universität zu den Finalisten des Hobey Baker Memorial Award gehörte, welchen in diesem Jahr dann schließlich Blake Geoffrion erhielt.

### NHL

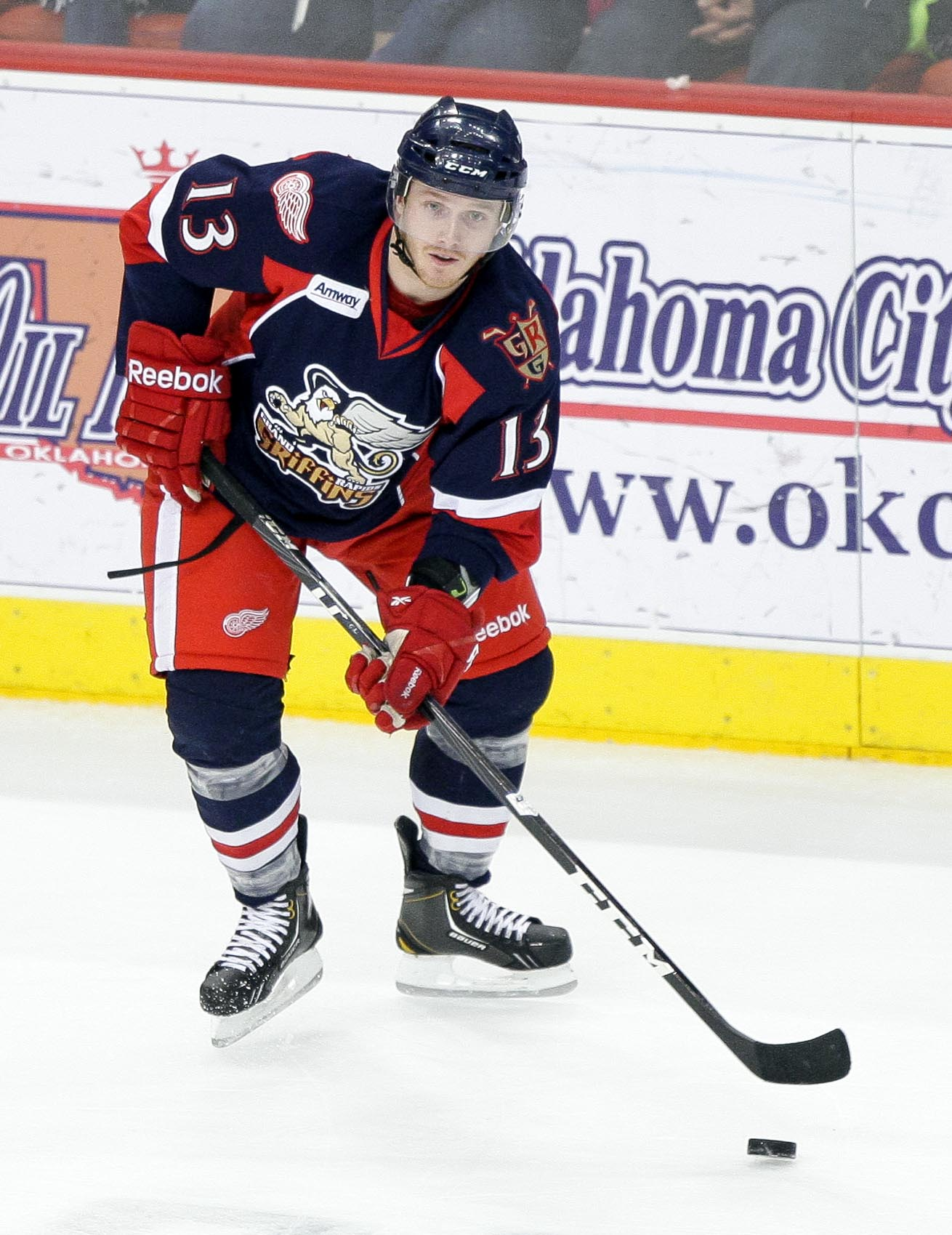
Nyquist im Trikot der Grand Rapids Griffins (2013)

Sein erstes AHL-Spiel bestritt Nyquist am 25. März 2011 für das Farmteam der Red Wings, Grand Rapids Griffins, gegen die Texas Stars. Bereits in seinem zweiten AHL-Spiel am 26. März 2011, wieder gegen die Texas Stars, erzielte er sein erstes AHL-Tor nach einem Pass von Jamie Tardif. Sein erstes Spiel in der NHL absolvierte Nyquist am 1. November 2011 in einer Partie der Red Wings gegen die Minnesota Wild. Am 26. März 2012 erzielte er sein erstes NHL-Tor in seiner Karriere nach einem Zuspiel von Pawel Dazjuk gegen Steve Mason von den Columbus Blue Jackets.
Sein Debüt in den Stanley-Cup-Playoffs 2012 gab Nyquist wenige Tage später am 13. April 2012 gegen die Nashville Predators. Nyquist war hierfür von Grand Rapids zurückberufen worden, weil sich der Mittelstürmer der Red Wings, Darren Helm, im ersten Spiel durch einen Schnitt durch die Kufe seines Gegenspielers Alexander Radulow eine klaffende Wunde am rechten Unterarm zugezogen hatte, welche eine Operation nach sich zog und für Helm das Saisonende bedeutete. Im zweiten Spiel der NHL-Play-offs 2013 erzielte Nyquist das spielentscheidende Overtime-Tor gegen die Anaheim Ducks, wodurch der Ausgleich der Serie zum 1-1 erreicht wurde. Nyquist erzielte das erste Tor im dritten Spiel der Halbfinalserie 2013 in der Western Conference gegen die Chicago Blackhawks.
Am 20. August 2013 unterzeichneten die Detroit Red Wings mit Nyquist einen Zweijahresvertrag mit einem Grundgehalt von 1,9 Millionen US-Dollar. Am 2. Februar 2014 erzielte Nyquist seinen ersten Hattrick in der NHL in einem Spiel gegen die Washington Capitals. In den folgenden Spielzeiten entwickelte sich der Schwede, dessen Vertrag im Sommer 2015 abermals um vier Jahre verlängert wurde, schließlich zu einem der Leistungsträger der Red Wings, der mit Ausnahme der Saison 2014/15 stets die Marke von 40 Scorerpunkten erreichte. Im Februar 2019 wechselte er wenige Monate vor dem Auslaufen seines Vertrags im Tausch für ein Zweitrunden-Wahlrecht im NHL Entry Draft 2019 sowie ein konditionales Drittrunden-Wahlrecht im NHL Entry Draft 2020, das ebenfalls zu einem Zweitrunden-Wahlrecht werden kann, sofern die Sharks die Finalspiele der Stanley-Cup-Playoffs 2019 erreichen oder Nyquist sich mit der Mannschaft auf ein neues Arbeitspapier verständigt, von den Detroit Red Wings zu den San Jose Sharks. Die Red Wings übernahmen bis zum Saisonende aber weiterhin 30 Prozent des Gehalts des Schwedens.
In San Jose beendete Nyquist die Spielzeit und wechselte anschließend im Juli 2019 als Free Agent zu den Columbus Blue Jackets, bei denen er einen Vierjahresvertrag unterzeichnete, der ihm ein durchschnittliches Jahresgehalt von 5,5 Millionen US-Dollar einbringen soll. Mit 42 Punkten in der Spielzeit 2019/20 etablierte er sich auch in Columbus als regelmäßiger Scorer, bevor er die gesamte Saison 2020/21 aufgrund einer Schulterverletzung verpasste. Nach seiner Genesung kehrte der Schwede zum Spieljahr 2021/22 wieder in den Kader der Blue Jackets zurück und war in der Funktion als Assistenzkapitän mit 53 Punkten viertbester Scorer des Teams. Im Verlauf der Saison 2022/23 wurde er Ende Februar 2023 vor dem Hintergrund seines auslaufenden Vertrags im Tausch für ein Fünftrunden-Wahlrecht im NHL Entry Draft 2023 an die Minnesota Wild abgegeben. Columbus übernahm aber weiterhin die Hälfte seines Salärs. In Minnesota beendete er die Saison 2022/23 und wechselte anschließend im Juli 2023 als Free Agent zu den Nashville Predators. Dort wiederum verzeichnete er in der Spielzeit 2023/24 mit 75 Punkten in 81 Partien seine bisher mit Abstand beste Offensivstatistik. Anschließend gaben ihn die Predators im März 2025, wenige Tage vor der Trade Deadline, zurück an die Minnesota Wild ab und erhielten im Gegenzug ein Zweitrunden-Wahlrecht im NHL Entry Draft 2026. Nashville übernahm dabei weiterhin die Hälfte seines Gehalts.
Zur Saison 2025/26 wechselte Nyquist – abermals als Free Agent – zu den Winnipeg Jets. 

## Erfolge und Auszeichnungen

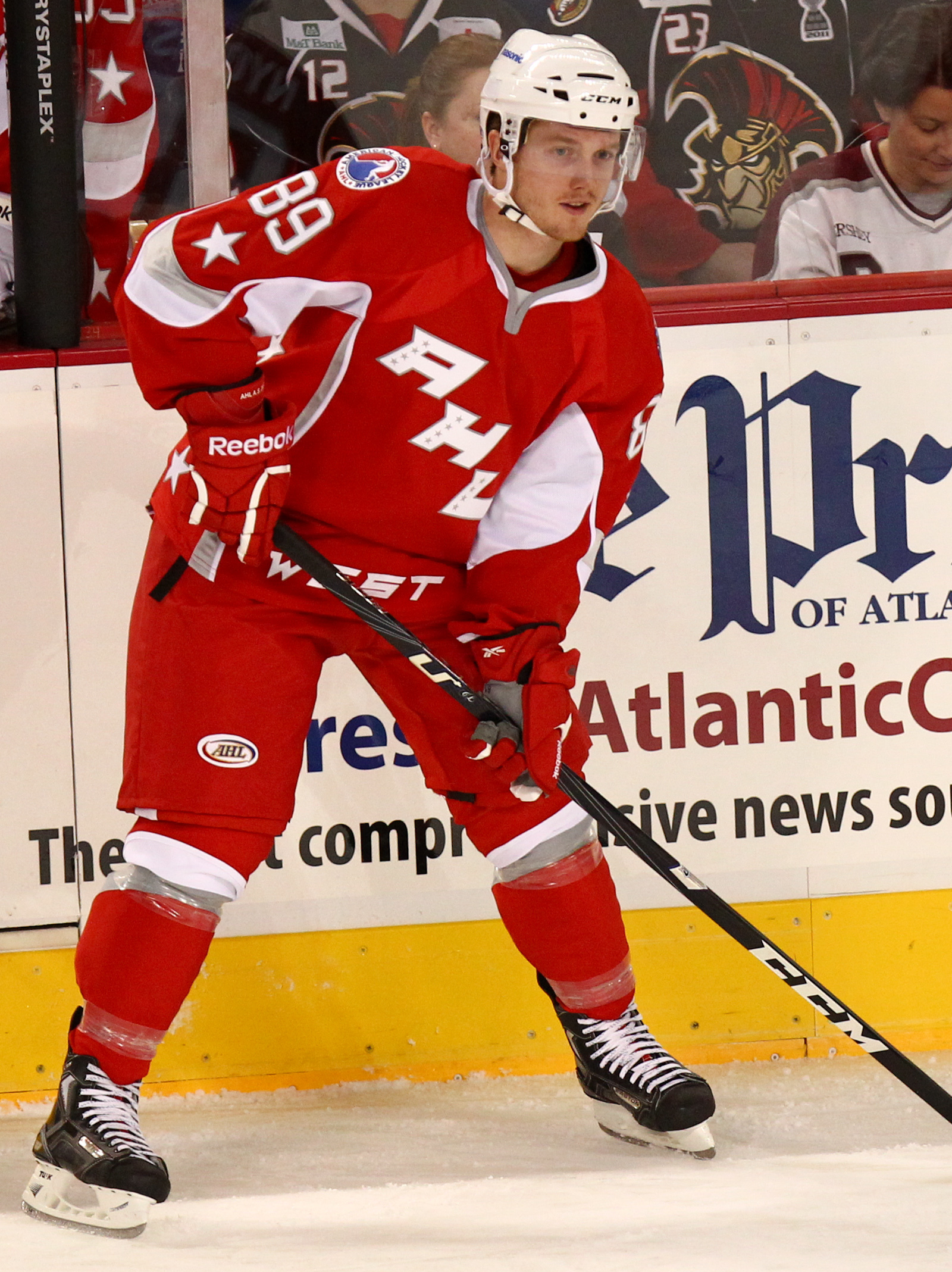
Nyquist beim AHL All-Star Classic (2013)

| - 2009 Hockey East All-Rookie Team - 2010 NCAA East First All-American Team - 2010 Hockey East All-Academic Team - 2010 Hockey East All-Tournament Team - 2010 Hockey East First All-Star Team - 2011 NCAA East Second All-American Team - 2011 Hockey East All-Academic Team | - 2011 Hockey East First All-Star Team - 2012 AHL All-Rookie Team - 2012 Teilnahme am AHL All-Star Classic - 2013 Teilnahme am AHL All-Star Classic - 2013 Calder-Cup-Gewinn mit den Grand Rapids Griffins - 2013 AHL First All-Star Team |

### International
- 2014 Silbermedaille bei den Olympischen Winterspielen
- 2014 Bronzemedaille bei der Weltmeisterschaft
- 2016 Bester Torschütze der Weltmeisterschaft (gemeinsam mit Patrik Laine)
- 2018 Goldmedaille bei der Weltmeisterschaft

## Karrierestatistik
Stand: Ende der Saison 2024/25

### International
Vertrat Schweden bei:
| - Olympischen Winterspielen 2014 - Weltmeisterschaft 2014 - Weltmeisterschaft 2016 | - Weltmeisterschaft 2018 - 4 Nations Face-Off 2025 |

(Legende zur Spielerstatistik: Sp oder GP = absolvierte Spiele; T oder G = erzielte Tore; V oder A = erzielte Assists; Pkt oder Pts = erzielte Scorerpunkte; SM oder PIM = erhaltene Strafminuten; +/− = Plus/Minus-Bilanz; PP = erzielte Überzahltore; SH = erzielte Unterzahltore; GW = erzielte Siegtore; 1 Play-downs/Relegation; Kursiv: Statistik nicht vollständig)